# Automatyczny Statek Transportowy

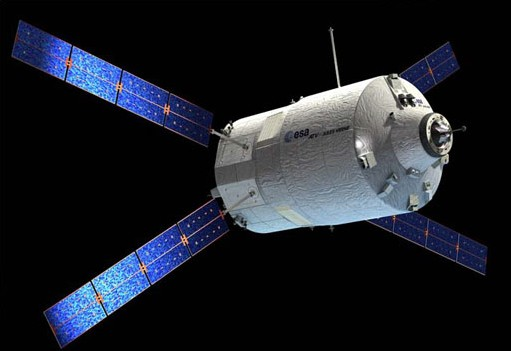
ATV na grafice

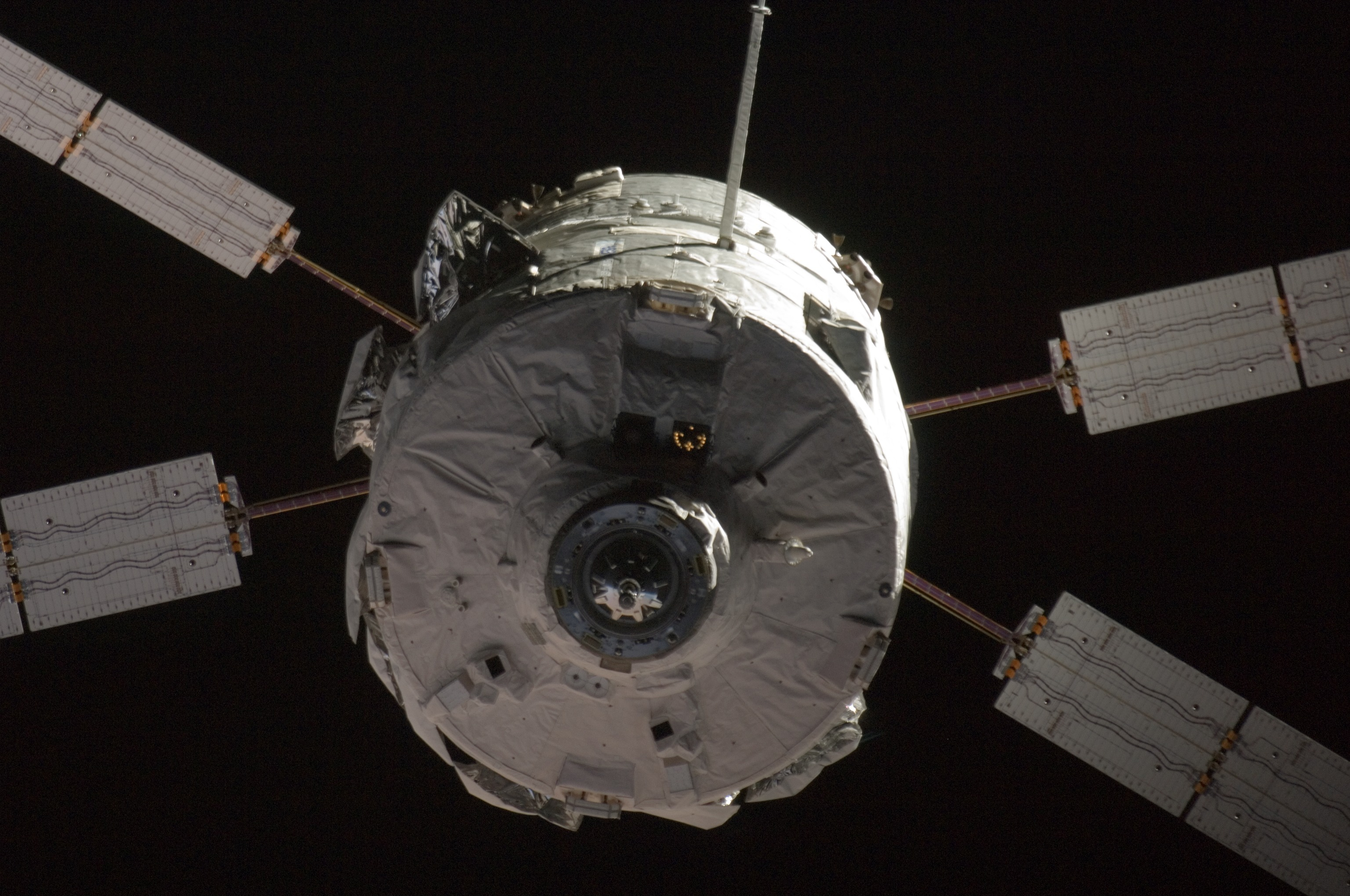
ATV-1 Jules Verne

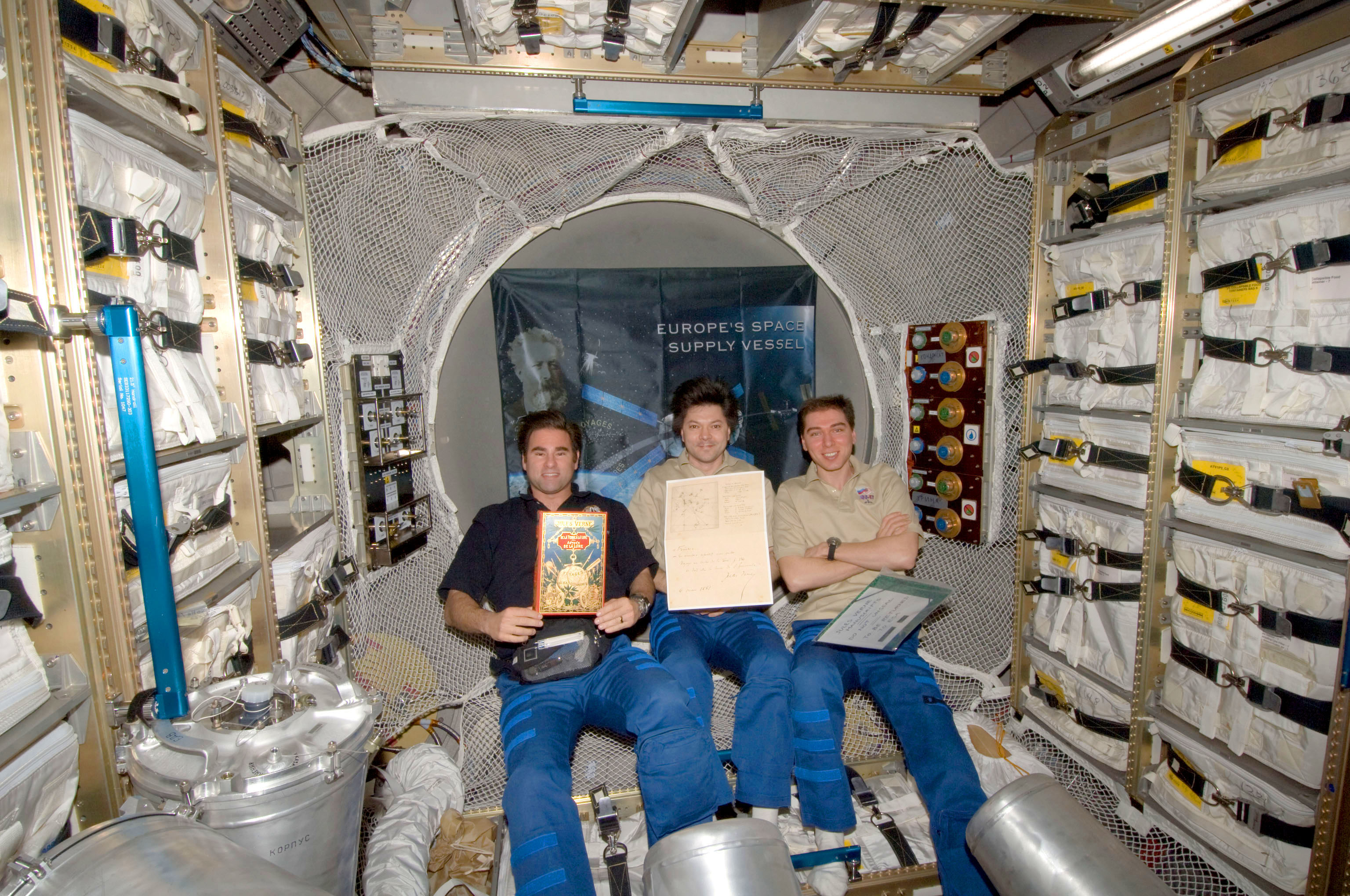
Wewnątrz ATV-1

Automatyczny Statek Transferowy (ang. Automated Transfer Vehicle, ATV) – typ kosmicznych statków transportowych Europejskiej Agencji Kosmicznej (ESA), służących do zaopatrywania Międzynarodowej Stacji Kosmicznej (ISS) w paliwo, wodę, powietrze i materiały do eksperymentów. Dodatkowo, ATV mógł podnieść orbitę stacji, przywracając jej właściwą pozycję utraconą przez działanie szczątkowej ziemskiej atmosfery. Były to pojazdy bezzałogowe wynoszone za pomocą rakiet Ariane 5 ES z kosmodromu Kourou. Po kilku dniach lotu (w przypadku pierwszej misji po trzech tygodniach lotu) statki automatycznie dokowały do Międzynarodowej Stacji Kosmicznej (do modułu Zwiezda).
ATV został zaprojektowany jako zamiennik dla statku Progress, miał jednak trzykrotnie większą ładownię niż jego rosyjski odpowiednik. Podobnie jak Progress, mógł służyć jako magazyn odpadów i pozwalał na ich późniejsze usunięcie. Umożliwiał także dostęp do dostarczonych towarów bez potrzeby zakładania skafandra. Elementem zapożyczonym z pojazdu Progress (częściowo) był system zbliżania Kurs.
Pierwszy egzemplarz, nazwany Jules Verne, wystartował 9 marca 2008 i przycumował do stacji 3 kwietnia, odcumował od niej 5 września, a 29 września 2008 planowo spłonął wchodząc w ziemską atmosferę.
W sumie zakontraktowano 5 lotów statków ATV, ostatni statek poleciał w kosmos w 2014 roku.

## Dane techniczne
- Długość:

9794 mm (mechanizm dokujący złożony)
10 269 mm (mechanizm dokujący rozłożony)
- Średnica:

4480 mm (panele słoneczne złożone)
22 281 mm (panele słoneczne rozłożone)
- Masa:

pusty: 10 470 kg
paliwo: 2613 kg
masa całkowita: 13 083 kg
masa ładunku: 7500 kg
maksymalna masa startowa: 20 750 kg
maksymalna masa odpadów: 6300 kg
- System napędowy:

silniki główne: 4x 490 N
silniki kontroli położenia: 28x 290 N
- Paliwo: Monometylohydrazyna
- Utleniacz: Tetratlenek diazotu
- Moc generowana przez ogniwa słoneczne: 3800 W (po 6 miesiącach na orbicie)
- Główny producent: EADS Space Transportation

## Możliwości transportowe
Każdy ATV miał masę 20 ton podczas startu i przewoził 9 ton ładunku w zależności od potrzeb ISS. Statek mógł przewozić ładunki w różnej konfiguracji, jednak nie więcej niż 7667 kg naraz. Maksymalna masa poszczególnych ładunków:
- 5500 kg „suchych” towarów (jedzenie, ubrania, doświadczenia etc.)
- 4700 kg paliwa dla podniesienia orbity stacji
- 860 kg paliwa do systemu napędowego stacji
- 840 kg wody pitnej
- 100 kg gazów (powietrza, tlenu lub azotu)

## Plan startów
| Oznaczenie | Nazwa            | Data startu | Dokowanie                        | Deorbitacja |
| ---------- | ---------------- | ----------- | -------------------------------- | ----------- |
| ATV-1      | Jules Verne      | 9.03.2008   | 3.04.2008                        | 29.09.2008  |
| ATV-2      | Johannes Kepler  | 16.02.2011  | 24.02.2011                       | 21.06.2011  |
| ATV-3      | Edoardo Amaldi   | 23.03.2012  | 28.03.2012 GMT (29.03.2012 CEST) | 04.10.2012  |
| ATV-4      | Albert Einstein  | 05.06.2013  | 15.06.2013                       | 02.11.2013  |
| ATV-5      | Georges Lemaître | 30.07.2014  | 12.08.2014                       | 15.02.2015  |

2 kwietnia 2012 Europejska Agencja Kosmiczna ogłosiła wygaszenie produkcji kolejnych Automatycznych Statków Transportowych i zakończenie programu po piątej misji w 2014 roku. Program bezzałogowych transporterów pokrył udział Europejskiej Agencji Kosmicznej w kosztach stacji do 2017 roku.

## Ewolucja ATV
Europejska Agencja Kosmiczna przeprowadziła w 2004 roku badania nad możliwościami przyszłych zastosowań ATV. Powstało kilka scenariuszy przedstawiających możliwe drogi rozwoju.
Towarowa kapsuła powrotna
Scenariusz zakładal zastąpienie modułu towarowego kapsułą powrotną, dzięki której będzie można przywozić setki kg eksperymentów i doświadczeń po wycofaniu z użycia amerykańskich promów kosmicznych w 2011. ESA posiadała technologie i doświadczenie potrzebne do takiej misji. W 1998 agencja przeprowadziła demonstrację technologii powrotnej wysyłając w kosmos mały statek ARD (Atmospheric Reentry Demonstrator) i pomyślnie sprowadzając go na Ziemię.
Załogowa kapsuła powrotna
Drugi scenariusz zakładał przekształcenie modułu towarowego w kapsułę zdolną przewieźć astronautów na stację i ze stacji na Ziemię. Jednak ten scenariusz wymagał poważnych modyfikacji ATV.
Statek logistyczny
Trzeci scenariusz zakładał zastąpienie modułu towarowego niehermetyzowaną kapsułą, którą można by rozładowywać na zewnątrz stacji przy pomocy spacerów kosmicznych lub dźwigów.
Inne scenariusze zakładały m.in.:
- małą kapsułę powrotną w module serwisowym zdolną do przywiezienia na Ziemię ok. 150 kg ładunku,
- laboratorium, które pozwalałoby na przeprowadzanie badań w środowisku o większym poziomie mikrograwitacji niż ISS,
- poprzez wyposażenie ATV w porty dokujące (jeden z przodu, drugi z tyłu) można byłoby stworzyć ministację kosmiczną łącząc dowolną liczbę statków,
- przekształcenie statku w kosmiczny prom zdolny przewozić ładunki na Księżyc lub Marsa.